# Francisco José de Emparan

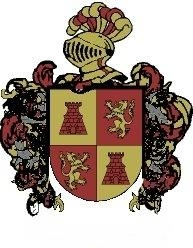
Escudo de armas de la familia Emparan de Azpeitia, que se componen de escudo cuartelado: 1.º y 4.º, en campo de oro, una torre de gules, y 2.º y 3.º, en campo de gules, un león rampante de oro, afrontado el del cuartel 2.º con el del 3.º.

Francisco José de Emparan Azkue (Azpeitia, 22 de septiembre de 1676 - Santa Cruz de Tenerife, 22 de diciembre de 1740) fue un noble, político y militar español, que ostentó entre otros cargos los de comandante general de Canarias y presidente de su Real Audiencia.

## Nacimiento y orígenes familiares
Nació el 22 de septiembre de 1676 en Azpeitia (Guipúzcoa), siendo hijo legítimo de Francisco Ignacio de Emparan y Eycaga y de Catalina de Azcue y Zaulaica. Sus abuelos paternos fueron Ignacio de Emparan y Sorrain, y Ana Eycaga y Olano, y sus abuelos maternos Joanes de Azcue Urbieta y Mariana de Zaulaica Mendizabal. Además, fueron sus hermanos José Joaquín, Ignacio, José Antonio, José Joaquín Antonio, Antonio José León y Sebastián de Emparan.
Fue el XIII señor de la casa de Emparan de Azpeitia, una de las más ilustres y antiguas de Guipúzcoa, reputada de ser "Parientes Mayores" en época anterior a las veinticuatro calificadas por el monarca Carlos I de España.
Otorgó testamento en San Sebastián el 6 de agosto de 1734 ante B. Zavala, y tras fallecer el 22 de diciembre de 1740 en Santa Cruz de Tenerife, recibió sepultura en la iglesia parroquial, sobre el presbiterio, en el lado de la Epístola.

## Carrera política y militar
Hizo pruebas de nobleza y fue recibido como caballero de la Orden de Santiago el 7 de julio de 1701, mariscal de campo de los reales ejércitos y capitán de un tercio de infantería española en Nápoles.
El año de 1703 la diputación le dio el empleo de sargento mayor a cargo de un regimiento de 600 hombres armados y uniformados que levantó la Provincia de Guipúzcoa. En 1719, el rey con el despacho de brigadier, le encomendó la defensa de Fuenterrabía, que asediada por los franceses, tuvo que rendirse el 16 de junio después de una valerosa defensa que enalteció a Emparan. En 1734 fue ascendido a teniente general y a gobernador de la plaza de Fuenterrabía y comandante de la tropa de guerra de Guipúzcoa. Un año más tarde fue nombrado para el cargo de gobernador y comandante general de Canarias, y presidente de su Real Audiencia, en sustitución de Lorenzo Fernández de Villavicencio, II marqués de Valhermoso de Pozuela, y se mantuvo en el cargo hasta su propio fallecimiento.
En lo que respecta a su carrera política, en Azpeitia fue alcalde y juez en 1705, 1710 y 1718, en Ermua fue alcalde en 1726 y en Fuenterrabía diputado en 1711.
La familia Olaechea-Emparan, de Bilbao, donó un tablón a la Caja de Ahorros de San Sebastián, que se conserva en la Casa de Azpeitia, y contiene la siguiente inscripción:

A la más distinguida gloria de la nobleza, ceñida de innumerables coronas de dignidad, decorada de ínclitos títulos honoríficos; al héroe más ilustre que hace limitar su imperio con las tierras y la fama con los astros; al Invicto Esfuerzo, que con ánimo intrépido iguala su nombre con el Olimpo; al Benignísimo Varón, cuya generosidad durará perpetuamente con fama inmortal, de magnanimidad fijada con el “no más allá” en las columnas de Hércules; al Excmo., quiero decir, Sr. D. FRANCISCO JOSE DE EMPARAN, Caballero Emérito de la Orden de Santiago, Vice-General de los Ejércitos Reales, Señor de la Torre y Cima de Emparan, en otro tiempo de Olcarso, y sus castros (campamentos militares), de Tremps, de los confines granadinos, y también de Cantabria (sic), en la actualidad Comandante General de las Islas Afortunadas (Canarias). Dignísimo Presidente de su audiencia Real, Juez Superintendente de tributos reales.

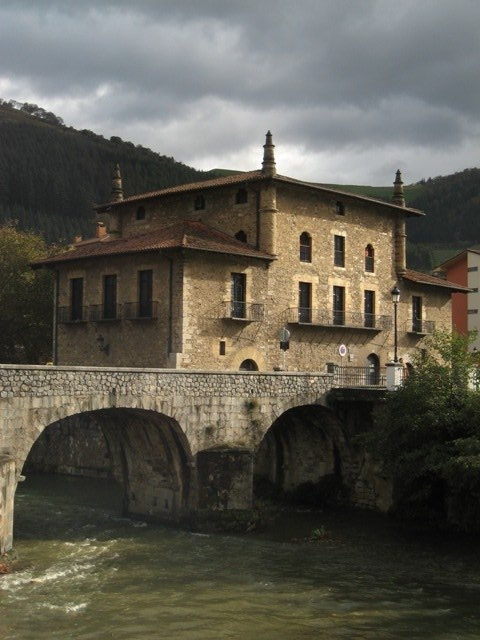
Casa-torre y palacio de Emparan, actual Biblioteca Municipal de Azpeitia, provincia de Guipúzcoa, España.

Sipiritus Sanctus ex sua characteristica propietate pro principio sui productivo duas personas simul spirantes per se postulet? Respondetus affirmative.

En el debate intelectual de defensa de esta tesis estará presente como disertante el R. Adm. P.F. Manuel Machado Merino, Maestro en Sagrada Teología, Examinador Sinodal, encargado de oficio, en este Convento Colegial de Nuestro Padre Santo Domingo de la Laguna, en la tarde del día 17 de Mayo, año del Señor de 1739.

## Matrimonio y descendencia
Contrajo matrimonio en Éibar el 28 de junio de 1713 con Francisca Antonia de Zarauz, descendiente de Alfonso XI de Castilla, hija de José Antonio Ortiz de Zárauz, señor del palacio de Zarauz y caballero de la Orden de Santiago, y de su mujer María Ángela Velasco. De este enlace nacieron siete hijos, entre los que se encuentra:
1. José Joaquín de Emparan, que heredó el mayorazgo de la casa de Emparan de Azpeitia y continuó con la línea familiar.